# Megapodius molistructor
El talégalo gigante (Megapodius molistructor) es una especie extinta de ave galliforme de la familia Megapodiidae propia de Oceanía. Sus restos subfósiles fueron descubiertos en las cuevas Pindai de Nueva Caledonia, por Jean-Christophe Balouet y Storrs L. Olson. También se han encontrado restos en Tonga.

## Descripción
Con un peso de unos 3,5 kg, M. molistructor era la especie de Megapodius más pesada de todas las conocidas. En Tonga, era la especie de ave terrestre más grande. El material fósil que se conserva es un tarsometatarso izquierdo, una escápula izquierda completa, media escápula derecha, el extremo proximal de un cúbito izquierdo, un fragmento de fémur derecho, varias falanges con garra, el extremo anterior de una escápula derecho, el final proximal de un cúbito derecho, el final disal de un cúbito izquierdo, y medio fémur derecho.

## Extinción
Cuando los primeros pobladores de la cultura Lapita llegaron a Tonga alrededor de 1500 d. C, solo encontraron especies de aves marinas, y formas gigantes de especies terrestres como talégalos, palomas y rascones. La caza de estas aves para ser consumidas como alimento provocaron su rápida extinción. En Nueva Caledonia, el talégalo gigante podría haber sobrevivido hasta el periodo moderno. William Anderson, un naturalista y médico enrolado en el HMS Resolution (1771) durante el segundo viaje de James Cook por los mares del sur, describió un ave terrestre en Nueva Caledonia con patas desnudas, al que llamó Tetrao australis. Considerando que todas las especies Tetrao tienen las patas emplumadas, Anderson podría haber descrito un  megápodo.